# Izabelów (Łódź)
Pour les articles homonymes, voir Izabelów.
Izabelów est une localité polonaise de la gmina et du powiat de Zduńska Wola en voïvodie de Łódź.